# Alfred Schmidt-Kessel
Alfred Schmidt-Kessel (* 25. Dezember 1929 in Köln; † 24. Juni 2021 in Karlsruhe) war ein deutscher Jurist und von 1979 bis 1994 Richter am Bundesgerichtshof. Er gehörte dem IV. Zivilsenat an.

## Veröffentlichungen
- Festschrift für Helmut Schippel zum 65. Geburtstag, 1996, C.H.BECK., ISBN 978-3-406-40442-9[4]